# Halbregelmäßig veränderlicher Stern

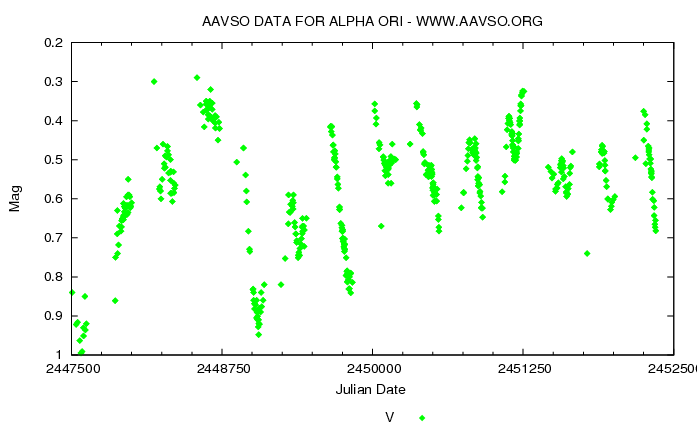
Lichtkurve des halbregelmäßig Veränderlichen Beteigeuze

Halbregelmäßig veränderliche Sterne sind Riesen oder Überriesen mit mittlerem bis spätem Spektraltyp. Sie zeigen teilweise oder ständig periodischen Lichtwechsel, welcher begleitet oder unterbrochen wird von Unregelmäßigkeiten in der Lichtkurve.
Die Perioden liegen im Bereich zwischen 20 und mehr als 2000 Tagen, während die Form der Lichtkurve variabel in jedem Zyklus sein kann. Die Amplituden der Helligkeit können von einigen Hundertstel bis zu mehreren Magnituden reichen;
im General Catalogue of Variable Stars haben die halbregelmäßig veränderlichen Sterne meist eine Amplitude von 1 bis 2 Magnituden im V-Filter. Dies beruht jedoch auf Auswahleffekten, da die Lichtkurven zur Klassifikation häufig auf Helligkeitsschätzungen beruhen und erst bei entsprechenden Amplituden eine Periodizität nachgewiesen werden kann.

## Untergruppen
Halbregelmäßig veränderliche Sterne werden in folgende Gruppen unterteilt (SR steht für Semiregular variable star; neben der Schreibweise mit Kleinbuchstaben, beispielsweise SRa, findet sich auch die Variante mit ausschließlich Großbuchstaben, also SRA):
| Untergruppe | Sternklasse           | Spektraltyp             | Periode | Amplitude der Helligkeits-Änderung              | Vertreter                                                                         | Bemerkung |
| ----------- | --------------------- | ----------------------- | --- | ----------------------------------------------- | --------------------------------------------------------------------------------- | --- |
| SRa         | späte Riesensterne    | M, C, S oder Me, Ce, Se | 35 bis 1200 Tage | gewöhnlich klein (<2,5 Magnituden im Visuellen) | Eta Geminorum, Z Aquarii                                                          | Die Amplituden und die Formen der Lichtkurven sind veränderlich. Viele dieser Sterne unterscheiden sich von Mira-Veränderlichen nur dadurch, dass sie kleinere Amplituden der Helligkeit zeigen. |
| SRb         | späte Riesensterne    | M, C, S oder Me, Ce, Se | schlecht definiert (durchschnittlich 20 bis 2300 Tage) oder mit wechselnden Intervallen ihrer Periode und langsamen, unregelmäßigen Änderungen. Gelegentlich können einige von ihnen ihre Variationen für eine bestimmte Zeit gänzlich unterbrechen. |                                                 | La Superba, Beta Gruis, Sigma Librae, R Sculptoris, RR Coronae Borealis, AF Cygni | Jeder Stern dieses Typs kann gewöhnlich einer bestimmten Periode zugeordnet werden. In einigen Fällen können auch zwei oder mehr Perioden gleichzeitig beobachtet werden.                        |
| SRc         | späte Überriesen      | M, C, S oder Me, Ce, Se | 30 bis mehrere tausend Tage | ca. 1 Magnitude                                 | Antares, Granatstern μ Cephei, Beteigeuze                                         | |
| SRd         | Riesen und Überriesen | F, G, K oder Fe, Ge, Ke | 30 bis 1100 Tage | 0,1 bis 4 Magnituden                            | RW Cephei, V509 Cassiopeiae, SX Herculis, SV Ursae Majoris                        | |

### Vorkommen in Sternkatalogen
Der General Catalogue of Variable Stars listet aktuell über 5000 Sterne mit dem Kürzel SR, SRA, SRB, SRC, SRD und SRS, womit etwa 10 % aller Sterne in diesem Katalog zur Klasse der Halbregelmäßig veränderlichen Sterne gezählt werden.

## Kritik
Die oben aufgeführte Einteilung in Klassen beruht auf dem Aussehen der Lichtkurve, die häufig nur einen kurzen Zeitraum überdeckt, ausschließlich im optischen Bereich vorliegt und aufgrund von Schätzfehlern eine große Streuung aufweist. Die Klassifikation unterstützt nicht die Trennung nach astrophysikalischen Parametern, und die Abgrenzung gegenüber Mirasternen und langsam unregelmäßigen veränderlichen Sternen ist ungenau.
Ein physikalischer Unterschied zu den langsam unregelmäßigen Sternen scheint überhaupt nicht zu existieren.

## Ursachen des Lichtwechsels
Über das letzte Jahrzehnt sind im Rahmen der Suche nach Mikrolinseneffekten (EROS, MACHO, OGLE) tausende hochpräzise Lichtkurven langperiodischer Veränderlicher angefallen. Während die Mirasterne stets mit der Grundfrequenz schwingen, pulsieren die halbregelmäßig sowie die langsam unregelmäßig veränderlichen Sterne in einer oder mehreren Harmonischen.
Neben den dominierenden radialen Schwingungen in den Atmosphären sind in den langperiodischen Veränderlichen zwei weitere periodische Vorgänge gefunden worden, die zu einer Klassifikation mit halbregelmäßigen Lichtwechsel führen können:
- Ellipsoider Lichtwechsel aufgrund der Verzerrung der Gestalt des Roten Riesen durch einen Begleiter in einem Doppelsternsystem. Dies kann durch die Phasenverschiebung zwischen der Radialgeschwindigkeit und dem Helligkeitsverlauf erkannt werden. Die Amplitude kann bis zu 0,3 mag betragen bei Perioden zwischen 50 und 1000 Tagen.[7]

Der ellipsoide Lichtwechsel tritt bei Roten Riesen und Sternen auf dem asymptotischen Riesenast auf. Bezogen auf den Radius des Roten Riesen handelt es sich um ein enges Doppelsternsystem, in dem es in den meisten Fällen im Rahmen der weiteren Entwicklung zu einem Massentausch kommt. Das Ergebnis wird je nach Masse und Abstand der beiden Sterne ein Verschmelzen der beiden Kerne zu einem schnell rotierenden FK-Comae-Berenices-Stern oder ein Doppelsternsystem als Kern eines planetarischen Nebels sein.
- Lange sekundäre Perioden werden bei circa 30 % der Sterne auf dem asymptotischen Riesenast und mit geringerer mittleren Amplitude bei Roten Überriesen nachgewiesen.[10] Es handelt sich dabei um überlagerte breite Minima, die in den Lichtkurven mit einer Periode auftreten, die ca. neunmal länger ist als die dominierende Pulsationsperiode. Die Amplitude kann bis zu einer Magnitude betragen.[11]

Bisher konnten Schwingungen in der Atmosphäre des Roten Riesen sowie der Einfluss eines Begleiters in einem Doppelsternsystem als Ursache ausgeschlossen werden.
Alle Sterne mit einer langen sekundären Periode zeigen einen starken Infrarotexzess, daher wird unsymmetrisch verteilter zirkumstellarer Staub mit dem Phänomen in Verbindung gebracht. Der genaue Mechanismus der Entstehung der Minima ist aber noch nicht verstanden.
Auch für die gelben Überriesen Rho Cassiopeiae und HR 8752 sind lange sekundäre Perioden berichtet worden. Diese Perioden sollen um die 1000 Tage betragen und werden als die Umwälzdauer riesiger Konvektionszellen in den Atmosphären der Sterne interpretiert. Diese Hypothese wird durch die Beobachtung der veränderlichen Radialgeschwindigkeit bei den gelben Überriesen unterstützt. und auch für rote Überriesen vertreten
Der Anregungsmechanismus der Schwingungen bei halbregelmäßig veränderlichen Sternen weicht von demjenigen klassischer Pulsationsveränderlicher, wie den Mirasternen, den Cepheiden und den RR-Lyrae-Sternen, ab. Bei diesen Sternklassen entstehen die Schwingungen durch den Kappa-Mechanismus in der Ionisationszone des Heliums. Der Anregungsmechanismus der Halbregelmäßigen entspricht dagegen der 5-Minuten-Oszillation der Sonne. Diese werden durch zufällige Konvektionsströme nahe der Sternatmosphäre angeregt, an der Photosphäre aufgrund des Dichtesprungs reflektiert und laufen zurück in den Stern. Die meisten Schwingungen löschen sich gegenseitig aus bis auf diejenigen, die gerade in der Grundschwingung oder deren Harmonische treffen.

## Flares
In der Literatur finden sich Hinweise auf kurzfristige Helligkeitsänderungen in der Größenordnung von Stunden bis Tagen bei langperiodischen Veränderlichen. Diese Ereignisse haben meistens die Form eines Flares mit einem steilen Anstieg, dem ein häufig langsamerer Abstieg folgt, wie bei Y Scorpii bei Untersuchungen mit den STEREO-Raumsonden.
Eine systematische Untersuchung von Lichtkurven langperiodischer Veränderlicher nach Flares konnte nur zeigen, dass, falls die Ereignisse real sind, sie nur sehr selten auftreten: mit weniger als 0,15 Ereignissen pro Stern und Jahr. Erst auf einer Zeitskala von 10 Tagen treten Abweichungen von einer glatten Lichtkurve auf.

## Belege
1. ↑  J.R. Percy: Understanding Variable Stars. Cambridge University Press, Cambridge 2007, ISBN 978-0-521-23253-1.
2. ↑  C. Hoffmeister, G. Richter, W. Wenzel: Veränderliche Sterne. 3. Auflage. Springer Verlag, Berlin 1990, ISBN 3-335-00224-5.
3. ↑  Variability types General Catalogue of Variable Stars, Sternberg Astronomical Institute, Moscow, Russia. Abgerufen am 12. Mai 2019.
4. ↑  H.J. Habing, H. Olofson: Asymptotic Giant branch stars. Springer Verlag, Berlin 2003, ISBN 0-387-00880-2.
5. ↑  T. Lebzelter, M. Obbrugger: How semiregular are irregular variables? In: Astrophysics. Solar and Stellar Astrophysics. 2009, arxiv:0902.4096.
6. ↑  Walter Nowotny, Bernhard Aringer, Susanne Höfner, Michael T. Lederer: Synthetic photometry for carbon-rich giants II. The effects of pulsation and circumstellar dust. In: Astrophysics. Solar and Stellar Astrophysics. 2011, arxiv:1103.5005.
7. ↑  C. P. Nicholls and P. R. Wood: Eccentric Ellipsoidal Red Giant Binaries in the LMC: Complete Orbital Solutions and Comments on Interaction at Periastron. In: Astrophysics. Solar and Stellar Astrophysics. 2012, arxiv:1201.1043v1.
8. ↑  C. P. Nicholls, P. R. Wood and M.-R. L. Cioni: Ellipsoidal Variability and the Difference between Sequence D and E Red Giants. In: Astrophysics. Solar and Stellar Astrophysics. 2010, arxiv:1002.3751v1.
9. ↑  J.D. Nie, P.R. Wood, C.P. Nicholls: Predicting the Fate of Binary Red Giants Using the Observed Sequence E Star Population: Binary Planetary Nebula Nuclei and Post-RGB Stars. In: Astrophysics. Solar and Stellar Astrophysics. 2012, arxiv:1204.2648v1.
10. ↑  Ming Yang and B. W. Jiang: Red Supergiant Stars in the Large Magellanic Cloud: I. The Period-Luminosity Relation. In: Astrophysics. Solar and Stellar Astrophysics. 2010, arxiv:1011.4998v1.
11. ↑  P. R. Wood and C. P. Nicholls: Evidence for Mass Ejection Associated with Long Secondary Periods in Red Giants. In: Astrophysics. Solar and Stellar Astrophysics. 2009, arxiv:0910.4418v1.
12. ↑  J.D. Nie, X.B. Zhang and B.W. Jiang: Testing a pulsating binary model for long secondary periods in red variables. In: Astrophysics. Solar and Stellar Astrophysics. 2010, arxiv:1003.2553v2.
13. ↑  Christine Nicholls: Why variable AGB stars with Long Secondary Periods aren’t binaries, but are dusty. In: Astrophysics. Solar and Stellar Astrophysics. 2012, arxiv:1201.1046v1.
14. ↑  Stothers, Richard B.: Yellow Hypergiants Show Long Secondary Periods? In: The Astrophysical Journal. Band 751, Nr. 2, 2012, S. 151.
15. ↑  Richard B. Stothers: Giant Convection Cell Turnover as an Explanation of the Long Secondary Periods in Semiregular Red Variable Stars. ApJ 725, 2010, S. 1170, doi:10.1088/0004-637X/725/1/1170 (frei)
16. ↑  B. Mosser, W.A. Dziembowski, K. Belkacem, M.J.Goupil, E. Michel, R. Samadi, I. Soszynski, M. Vrard, E. Elsworth, S. Hekker, S. Mathur: Period-luminosity relations in evolved red giants explained by solar-like oscillations. In: Astrophysics. Solar and Stellar Astrophysics. 2013, arxiv:1310.0839v1.
17. ↑  K. T. Wraight, D. Bewsher, Glenn J. White, W. Nowotny, A. J. Norton and C. Paladini: STEREO observations of long period variables. In: Astrophysics. Solar and Stellar Astrophysics. 2012, arxiv:1206.1485.
18. ↑  Lebzelter, T.: Long-period variables in the CoRoT fields. In: Astronomy & Astrophysics. Band 530, 2011, S. A35, doi:10.1051/0004-6361/201116801.